# Santuário de Nossa Senhora de Pompeia
O Santuário de Nossa Senhora do Rosário da Pompeia (em castelhano: Santuario Nuestra Señora del Rosario de Pompeya) é um santuário mariano e uma igreja católica romana localizada no bairro de Nueva Pompeya, em Buenos Aires. É um dos primeiros templos neogóticos da Argentina e um dos poucos existentes na cidade de Buenos Aires.
A igreja pertence à Vigararia Centro da Arquidiocese de Buenos Aires. A paróquia está a cargo da Ordem dos Frades Menores Capuchinhos. As celebrações em honra desta Virgem acontecem no dia 8 de maio e nos primeiros domingos de outubro.

## História
O padre italiano Darío Broggi (pároco de San Cristóbal) construiu uma pequena capela no "bairro de Las Ranas" em 1895, que colocou sob a dedicação da Virgem do Rosário de Pompéia. Em 14 de maio de 1896, o Arcebispo de Buenos Aires benzeu a pedra fundamental em um terreno pertencente às senhoras vicentinas. O templo sienense de estilo neogótico foi inaugurado em 29 de junho de 1900, embora tenha sido concluído anos depois.
O edifício é caracterizado por sua única torre alta com um relógio. As naves do templo têm vitrais que vêm da casa Zeller em Munique, Alemanha.
A consagração deste edifício como santuário foi realizada em 2000, pelo então arcebispo de Buenos Aires, Jorge Mario Bergoglio, S.J.. É uma das igrejas mais visitadas pelos paroquianos de Buenos Aires.

## Galeria de imagens
| {{{caption}}} |
| Interior      |

| {{{caption}}}                     |
| Colunas internas do Pátio Central |

| {{{caption}}}              |
| Pátio Central do Santuário |

| {{{caption}}}               |
| Vitral interno do Santuário |

| {{{caption}}}                                                    |
| Entrada com a Arquivolta de acesso ao Pátio Central do Santuário |